# Karine Jean-Pierre
Karine Jean-Pierre (Martinica, 13 d'agost de 1977) és una política, activista, professora, comunicadora i analista política estatunidenca, actual portaveu de la Casa Blanca. Va esdevenir la primera persona negra i homosexual en ocupar aquest càrrec el 13 maig de 2022.
Ha treballat en nombroses campanyes electorals pel Partit Demòcrata dels Estats Units, incloses les de Barack Obama el 2008 i 2012, i de Joe Biden el 2020, en la qual era cap de gabinet de Kamala Harris. Va començar a treballar a la sala de premsa de la Casa Blanca amb l'entrada de Biden el gener de 2021 i, el 5 de maig de 2022, es va anunciar que substituiria la portaveu Jen Psaki. Jean-Pierre havia treballat anteriorment per la Casa Blanca com a directora de política regional en l'administració d'Obama i va ser assessora de Biden quan aquest era vicepresident.
És màster en Afers Públics per la School of International and Public Affairs de la Universitat de Colúmbia. Durant la seva vida universitària, va formar part del Consell d'Estudiants. Posteriorment, va treballar com a directora d'assumptes legislatius i pressupostaris pel conseller de la ciutat de Nova York, James Gennaro, i va participar en campanyes d'eleccions primàries del Partit Demòcrata per diversos candidats.
A part de la política institucional, Jean-Pierre ha participat en diverses organitzacions de defensa dels drets individuals i col·lectius, com ara MoveOn.org o Walmart Watch. També ha exercit de professora a la Universitat de Colúmbia i d'analista política en diversos mitjans de comunicació.
Jean-Pierre va néixer el 1977 a Martinica (França) en una família haitiana de classe mitjana, en la qual la mare exercia d'assistenta sanitària i el pare de taxista. Quan tenia 5 anys, van traslladar-se al barri Queens Village de Nova York. Explica en el seu llibre Moving Forward (2019) com la comunitat d'immigrants haitians van tenir una influència important en la seva vida juvenil. Als 16 anys, va sortir de l'armari amb la seva mare, una experiència que recorda com a esgarrifosa en les seves memòries. El seu llibre, a més d'explicar la seva vida en la política, ofereix consells i motivació per les persones interessades en prendre acció en aquest àmbit. Des del 2020 viu a Washington DC amb la seva parella, Suzanne Malveaux, periodista de la cadena de notícies CNN, i la seva filla.